# 苗村郁代
苗村 郁代（なむら いくよ、現姓：立石、1969年5月13日 - ）は、日本の元女子バレーボール選手。

## 来歴
兵庫県龍野市（現・たつの市）出身。実姉の影響で小学3年からバレーボールを始める。氷上高校在学中に、ジュニア代表としてアジアジュニア選手権大会や世界ジュニア選手権大会に出場した。
1988年、日本リーグのイトーヨーカドー（当時）に入部。1992年に全日本に選出され、バルセロナオリンピックに出場した。

## 人物・エピソード
- 娘が2人、息子が1人いる。
  - 長女はリガーレ仙台に所属する立石沙樹。
  - 次女はクインシーズ刈谷に所属する立石優華[1]。
  - 長男は創価大学硬式野球部に所属する立石正広[2]。

## 球歴
- 全日本代表 - 1992年・1993年
- 全日本代表としての主な国際大会出場歴
  - オリンピック - 1992年

## 所属チーム
- たつの市立龍野西中学校
- 兵庫県立氷上高等学校
- イトーヨーカドー（1988-1994年）